# Islamische Bewegung Usbekistan

Flagge der Islamischen Bewegung Usbekistans

Die Islamische Bewegung Usbekistan (IBU; englisch Islamic Movement of Uzbekistan, IMU; usbekisch O’zbekiston islomiy harakati oder kyrillisch Ўзбекистон Исломий Ҳаракати; russisch Исламское движение Узбекистана) ist eine militante islamistische Organisation aus Usbekistan, die im afghanisch-pakistanischen Grenzgebiet agiert. 2015 erklärte sie dem terroristischen Islamischen Staat die Gefolgschaft und erklärte sich zu einem örtlichen Ableger. Ihre Größe wird auf mehrere hundert Personen geschätzt. Die Islamische Dschihad-Union ist eine ihrer Splittergruppen.

## Geschichte
Die IBU wurde 1998 in Afghanistan gegründet. 1999 versuchten Kämpfer der IBU durch kirgisisches Staatsgebiet nach Usbekistan vorzudringen, wurden aber von den kirgisischen und usbekischen Streitkräften im Batken-Konflikt zum Rückzug gezwungen. Daraufhin zogen sich die Kämpfer der IBU nach Afghanistan zurück, wo sie von den Taliban geduldet wurden und diese dafür im Kampf gegen die Nordallianz unterstützten. 2001 ernannte Mullah Omar den Mitbegründer und Kommandeur der IBU, Jumma Namangani, zum Führer der 3000 Mann starken und aus Ausländern bestehenden Brigade 21. Um diesen Posten hatte sich auch Osama bin Laden bemüht, der aber nicht berücksichtigt wurde. Ihre wichtigsten Basen zu dieser Zeit lagen in Kunduz und Takhar, wo sie sich auf die dort lebenden Usbeken und Tadschiken stützte. Im Herbst 2001 verlor sie aufgrund des Kriegs in Afghanistan diese Orte und damit ihre Basis, um in Usbekistan zu operieren. Bei diesen Kämpfen soll Juma Namangani ums Leben gekommen sein. Ende 2001 zog sich die IBU mit mehr als 1000 Kämpfern unter Führung von Tahir Yoldashev nach Pakistan zurück.
Im Dezember 2002 organisierten die IBU-Mitglieder einen Terroranschlag in Bischkek, der Hauptstadt Kirgisistans und im Mai 2003 in der Stadt Osch am Ferghanatal. Zu diesem Zeitpunkt bezeichnete sich die Gruppierung bereits als Islamische Bewegung Turkestans.
Im Herbst 2010 war die Organisation starkem militärischem Druck der USA ausgesetzt. Zu der Zeit sollen mindestens sieben Deutsche der Organisation angehört haben. Die Staatsanwaltschaft Düsseldorf führte ein Verfahren gegen Bünyamin Erdoğan wegen Vorbereitung einer schweren staatsgefährdenden Gewalttat. Der Deutschtürke hatte in einem Terrorcamp der IBU den bewaffneten Kampf trainiert.
Im Oktober 2014 gab Usman Gazi, Anführer der IBU, bekannt, seine Bewegung schließe sich dem Islamischen Staat an. Im März 2015 tauchte ein Internetvideo auf, das zeigte, wie die IBU-Mitglieder den Treueid auf den IS schworen.